# Tour First
La Tour First, anche chiamata Tour CB31, è un grattacielo situato nel quartiere finanziario della Défense, a Courbevoie, comune alla periferia di Parigi. 
Costruita inizialmente nel 1974, la torre ha subito pesanti modifiche negli anni 2007-2011. Questa trasformazione ha incrementato la sua altezza a 231 metri, che la porta a essere il grattacielo più alto della Francia, superando così la Tour Montparnasse.